# Stanisław Dzienisiewicz (wojskowy)
Stanisław Tytus Dzienisiewicz (ur. 4 stycznia 1897 w Radziechowicach, zm. 14 czerwca 1979 w Londynie) – polski komandor, uczestnik I wojny światowej, wojny polsko-bolszewickiej i II wojny światowej, kawaler Orderu Virtuti Militari, trzykrotnie odznaczony Krzyżem Walecznych, w latach 1930–1945 dowódca ośmiu okrętów Marynarki Wojennej, dowódca Dywizjonu Szkolnego MW, komendant Centrum Wyszkolenia Specjalistów Floty, w 1946 dowódca Obozu Szkoleniowego ORP „Bałtyk”.

## Służba wojskowa
Stanisław Tytus Dzienisiewicz służbę wojskową rozpoczął w 1917 w 1 pułku ułanów, walczącego w składzie I Korpusu Polskiego gen. Józefa Dowbor-Muśnickiego w Rosji. W 1918 trafił do 4 Dywizji Strzelców Polskich gen. Lucjana Żeligowskiego, a następnie walczył jako podchorąży kawalerii w składzie 14 pułku ułanów Jazłowieckich. Za okazane męstwo podczas walk w latach 1917–1920 był odznaczony Krzyżem Srebrnym Orderu Virtuti Militari oraz dwukrotnie Krzyżem Walecznych.
W 14 pułku ułanów Jazłowieckich dosłużył się stopnia porucznika i w tym stopniu przeszedł w 1923 do Marynarki Wojennej, rozpoczynając służbę od ukończenia w 1925 Oficerskiej Szkoły Marynarki Wojennej w Toruniu. Był na ORP „Kaszub” podczas jego tonięcia po wybuchu kotłów w lipcu 1925. W 1928 jako wykładowca nawigacji pływał na ORP „Iskra”.  Na stopień kapitana marynarki awansował w 1929. W latach 1930–1932 dowodził ORP „Podhalanin”, a w międzyczasie ukończył w 1931 Ecole des officiers torpilleurs w Tulonie. W 1933 dowodził ORP „Ślązak”.
Od marca do 29 lipca 1933 pełnił obowiązki dowódcy Oddziału Pomiarowego-Hydrograficznego w Biurze Hydrograficznym Marynarki Wojennej (BHMW).
Na przełomie lat 1934/1935 był dowódcą dywizjonu szkolnego Marynarki Wojennej, w którego skład weszły następujące okręty: ORP „Mazur”, ORP „Lech”, ORP „Kujawiak”, ORP „Ślązak” i ORP „Gen. Sosnkowski” oraz została włączona Szkoła Specjalistów Morskich.
19 marca 1935 otrzymał awans na komandora podporucznika i następnie w latach 1935–1936 był zastępcą komendanta nowo utworzonego w Gdyni Centrum Wyszkolenia Specjalistów Floty. W 1936 uczestniczył w wodowaniu ORP „Gryf”. W latach 1937–1938 był komendantem Centrum Wyszkolenia Specjalistów Floty w Gdyni. 27 lutego 1938 objął dowództwo ORP „Gryf” w stoczni w Havr we Francji i przyprowadził okręt do kraju. We wrześniu 1938 został wyznaczony na stanowisko szefa Oddziału Planowania i Ewidencji Marynarek Obcych w Sztabie Kierownictwa Marynarki Wojennej, na którym służył do wybuchu II wojny światowej. 5 września 1939 w grupie Sztabu KMW ewakuował się do Pińska. 23 września został aresztowany przez NKWD w Równem i uwięziony w obozie w Juchnowie, potem w Kozielsku. Wiosną 1940, gdy większość polskich jeńców stała się ofiarami zbrodni katyńskiej, nie został skierowany do miejsca kaźni (łącznie trzech oficerów z obozu kozielskiego uniknęło tego losu, także kmdr Wacław Żejma i kmdr. por. Julian Ginsbert). Wówczas z garstką ocalonych został przewieziony do obozu w Pawliszczew Borze, a następnie do obozu jenieckiego NKWD w Griazowcu. Na mocy układu Sikorski-Majski z 30 lipca 1941 odzyskał wolność, po czym wstąpił do formowanej w Tockoje i Buzułuku Armii Polskiej w ZSRR gen. Władysława Andersa. Drogą przez Murmańsk dotarł do Wielkiej Brytanii. Stamtąd razem z kmdr. inż. Wacławem Żejmą został przewieziony do Murmańska, gdzie 20 stycznia 1942 zaokrętował się na brytyjski krążownik HMS Trinidad, po czym dotarł do Wielkiej Brytanii w lutym 1942..
Po przybyciu 2 lutego 1942 do Anglii został skierowany do Rezerwowej Grupy Oficerów. Od 9 marca do maja 1942 odbywał staż na niszczycielu ORP „Piorun, a od 7 maja 1942 na niszczycielu ORP „Kujawiak” (16 czerwca 1942 w rejonie Malty tonął na ORP „Kujawiak”, który uderzył w minę). Następnie do końca 1942 pracował w Kierownictwie Marynarki Wojennej i od 12 stycznia do końca kwietnia 1943 ponownie odbywał staż na ORP „Piorun”. 1 maja 1943 został dowódcą ORP „Piorun” i dowodził nim do 7 stycznia 1944. Następnie od 12 stycznia do 15 lipca 1944 dowodził lekkim krążownikiem ORP „Dragon”, który brał udział we wsparciu ogniem lądowania aliantów w Normandii, i z którego to, zgodnie z morskim obyczajem, zszedł w porcie Goosberry jako ostatni, po trafieniu okrętu 8 lipca 1944 żywą torpedą typu Neger (sternik pchor. mar. Karl Heinz Potthast). 4 października 1944 został pierwszym dowódcą bliźniaczego ORP „Conrad”, na którym skończył swój udział w II wojnie światowej dowodząc nim do 26 lipca 1945. Służbę w Marynarce Wojennej zakończył na stanowisku dowódcy Obozu Szkolnego Marynarki Wojennej ORP „Bałtyk” w Okehampton.
Awansowany kolejno na stopnie oficerskie:
- podporucznik kawalerii – 1921
- porucznik kawalerii – 1922
- porucznik marynarki – 1923
- kapitan marynarki – 1929
- komandor podporucznik – 1935
- komandor porucznik – 1939
- komandor – 1945

## Ordery i odznaczenia
- Krzyż Srebrny Orderu Virtuti Militari nr 6921
- Krzyż Walecznych (trzykrotnie)
- Medal Morski (dwukrotnie)
- Srebrny Krzyż Zasługi (19 marca 1935)[5]